# Hans Danckwortt
Hans Danckwortt (* 26. März 1875 in Sudenburg als Friedrich Johannes Danckwortt; † 6. Dezember 1959 in Halle (Saale)) war ein deutscher Staatsanwalt und Richter.

## Leben
Als Sohn des Apothekenbesitzers  Hermann Danckwortt und der Clara geb. Nitzsch besuchte Danckwortt das Domgymnasium Magdeburg. Nach dem Abitur immatrikulierte er sich Ostern 1895 als  stud. iur. an der Universität Jena und  renoncierte beim  Corps Thuringia. Als Inaktiver wechselte er 1897 an die Friedrichs-Universität Halle. Von dort fuhr er bis in höhere Semester oft nach Wöllnitz, um bei Mensuren seiner Corpsbrüder zu  sekundieren.
Seit 1903 Gerichtsassessor, wurde er 1906 Staatsanwaltschaftsrat in Beuthen, Oberschlesien. Als solcher kam er 1911 nach Halle und 1919 – in der Weimarer Republik – nach Breslau. 1921 wurde er Oberstaatsanwalt in Naumburg (Saale). 1923 als Ministerialrat in das Reichsjustizministerium berufen, tat er sich als Kenner des Strafvollzugs hervor. 1930 wurde er deshalb als Generalstaatsanwalt und Präsident des Strafvollzugsamts nach Königsberg i. Pr. entsandt. Nach der Machtergreifung am 5. Mai 1933 von den Nationalsozialisten in den  Einstweiligen Ruhestand versetzt, zog er sich nach Dahlem zurück.
Im  Zweiten Weltkrieg verstarb die Tochter; der Sohn und Corpsbruder Klaus Danckwortt fiel in Russland. In Dahlem ausgebombt, kam Hans Danckwortt mit seiner Frau bei der Familie seines Bruders, des Ministerialrats Ernst Danckwortt, in Halle unter. Dort wurde er, der keiner Partei angehört hatte, wieder in der Rechtspflege angestellt, als Direktor des Stadtgerichts Halle. 1951 verlor er seine Frau Helene geb. Teichmann, die er an seinem 30. Geburtstag in Beuthen geheiratet hatte. Als passionierte Bergsteigerin hatte sie mit ihm große im Hochgebirgstouren und – nach seiner Pensionierung – ausgedehnte Seereisen unternommen. An Arteriosklerose und Gicht leidend, fand Danckwortt häusliche Hilfe in der Tochter seiner Tochter. Als sie im Sommer 1959 die Deutsche Demokratische Republik verließ, blieb er in der Nähe der brüderlichen Familie. Er widmete sich einem Juristenkreis, den er gegründet hatte. Bis ins hohe Alter kam er zu Thuringias Corpsfesten in Hannover und Hamburg.